# تیم پورتر
تیم پورتر (انگلیسی: Tim Porter) تدوین‌گر اهل انگلستان است.
از فیلم‌ها یا مجموعه‌های تلویزیونی که وی در آن‌ها نقش داشته‌است، می‌توان به های اسپارو، نبرد حرامزادگان، شب طولانی، طوفان‌زاد، فرزندان، پسران هارپی و آنسوی دیوار اشاره نمود.